# ウイークエンドバラエティ 日高晤郎ショー
『ウイークエンドバラエティ 日高晤郎ショー』（ウイークエンドバラエティ ひだかごろうショー）は、STVラジオで1983年4月9日から2018年4月7日まで放送していたラジオ番組。『日高晤郎ショー』、または『晤郎ショー』と略していた。毎週土曜日の生放送で、放送時間はプロ野球オフシーズンは8時 - 17時。プロ野球シーズンは8時 - 13時50分、もしくは8時 - 12時50分。

## 概要
日高は1978年からSTVラジオの番組のパーソナリティを務め、 1978年4月 - 1983年3月まで担当していた『おくさま広場』と1980年代前半に放送された『オハヨー!ほっかいどう』内の箱番組「朝から何ですが」が本番組のルーツ。
番組開始当初（1983年4月）は12時から15時までの3時間の生ワイド番組としてスタート。アシスタントはなく日高一人での放送だった。
1984年4月より、9時から17時までの8時間に拡大、8時間の生放送は全国初の試みだった。
1987年4月11日からは8時から17時までの9時間放送となった。
2017年はプロ野球シーズンのみ5時間50分、もしくは4時間50分となった。
初期は「こちら匿名!電話かけこみ寺」や「晤郎の性教育」といったお色気話のコーナーが存在していた。
通常放送はSTVラジオ 第1スタジオから公開生放送で行われ、見学者は直接スタジオ内に入って観覧する。スタジオ内には約30席の雛壇が設置され無料で公開していた（土曜日が祝日と重なった場合や新年第1回、さっぽろ雪まつりが行われる2月初旬の週末、12月24～25日のSTVラジオ・チャリティー・ミュージックソンと重なる場合などはSTVホール・不定期に北海道各地からスタジオと同様に観覧は無料だが、事前申込が必要な特別観覧席が一部、設けられる公開生放送をすることがあり、放送終了後にミニライブを実施することがあった）。この時間帯の聴取率は道内第1位を堅持し、1990年1月の聴取率調査では12%を記録した。STVラジオ低迷期も、この番組だけは安定した聴取率を保っていた。2015年時点でも3％の聴取率、4割近い占拠率を記録している。放送回数は2002年7月13日の放送で1000回、2012年2月11日で1500回を数えた。
1990年10月 - 1999年3月は日曜日の『奥山コーシンの日よういっぱい生ワイド』と合わせ、STVラジオでは土日に540分の生放送番組を編成していた。

## 番組の特徴
「好き嫌いを常に明確にし、筋を通す」という性格が番組に大きく反映され、STVへ抜擢して以来の関係である番組プロデューサーの岩本芳修ら番組スタッフ、常連の観客、親交のある地方公共団体の首長など、いわゆる内輪ネタを日頃から全開にしていた。
時には生放送中にコーナーの流れを無視してでもアシスタントやリポーター、スタッフの進行上のミス、配慮・礼を失した発言や行動を叱責し、天気予報や交通情報などの時間に被ってしまうこともあった。時にはリスナーからの投稿ハガキの内容にも批判や批評を述べることがあった。政治家や有名人、その時々の人気芸能人や出来事等に喜怒哀楽の判別なく、ひたすら容赦ない辛口のコメントも度々飛び出し、STV関係者や好意的な意見を送ってきたリスナー、スタジオおよびSTVホール観覧者、番組中のクイズコーナーに出演するリスナー、宣伝に来た道内自治体関係者やスポンサーでも例外ではなかった。
NHKから民放まで、あらゆるテレビ番組を視聴していたため、歌手や芸能人の芸や言動に詳しい。本番組配信当時は「最近のお笑い芸人は『つまらない』」などと批判することが多かった一方、皮肉交じりにモノマネをすることもあった。
番組に届く自身に対する批判や非難については徹底的に反論するか、「たかが芸人の言うことにいちいち目くじらを立てる了見の狭さが実に情けない」「（自身がしばしば毒舌と云われることに対して）毒耳」などと一蹴し「これが私の『芸風』。イヤならどうか聴かないで下さい」などと斬り捨てるのが常であった。
聴取者をリスナーではなく「お客様」と呼び、自身はパーソナリティでなく「芸人」と名乗っていた（番組をただ聞くだけで参加しない聴取者までも「リスナー」と解釈し、没個性で自分の意見を述べない司会者までが「パーソナリティ＝個性」を名乗る、ラジオ界の現状に対する憤りの表れであり、自身が話芸を知る契機となったラジオに対する深い愛情を示している）。「『芸人』は目の前の客にとことん愛され、信頼されるべき」とも主張していた。
放送が休止となった例は1989年1月7日に昭和天皇が崩御した際に自粛のため観客を帰宅させ、新春STVホール公開生放送を休止したことが1度あるのみで、それ以外は放送を休んでいなかった。東北地方太平洋沖地震（東日本大震災）発生翌日の2011年3月12日は通常の番組進行を取り止め、CM無しで地震・津波情報に徹した。
放送中のスタジオの様子はUSTREAMで生放送されている。但し、映像のみで音声は無く、一部のコーナーは放送上の都合で生放送されない。
日高は東京在住だったが、当番組の出演とその他の道内関係の仕事をするために死去の直前まで基本的には木曜日に北海道に赴いて金曜日に番組の打ち合わせをし、日曜日に帰京するというサイクルで東京と北海道間を飛行機で毎週往復していた。札幌市内には「勉強部屋」と称する住居を所有していた。

## 番組の終わり
1990年代前半までは不定期に野球中継による短縮を実施していたが、のちに取り止めている。2017年4月改編でSTVラジオは新たにプロ野球シーズンで『STVファイターズLIVE』（土曜デーゲーム中継）にて北海道日本ハムファイターズの全試合中継を実施することになり、本番組は同中継を内包する『GO!GO!サタデー』に枠を譲る形で、13時50分までの5時間50分（350分）もしくは12時50分までの4時間50分（290分）に短縮された。
2017年9月23日は「秋分の日スペシャル in STVホール」として9時間放送、2017年10月7日からのプロ野球オフシーズンは9時間放送。この頃から日高は自身の体調変化や体調不良を番組内で匂わせていた。
2018年1月、番組内で検査入院することを明し、その結果を受けて1月22日に最初の手術を受ける。2月3日、入院・再手術のため欠席。昭和天皇崩御による番組休止はあったが、日高本人の都合によるものは35年近く続く番組において、初めてのことであった。この日の代役は、吉川典雄（STVアナウンサー）と歌手の走裕介が担当した。2月10日、STVホールでの公開放送で番組に復帰。日高はその後、治療のための入退院を繰り返しながら、番組収録に臨んでいる。
同年3月24日の放送が生前最後の出演となった。日高は病が進行し、腹水が溜まり痩せ細った身体で前日3月23日に札幌市教育文化会館で開催された歌謡ショー『日高晤郎ショー特別公演 明日への贈り物 Part3.』の司会をこなし、この日の放送も途中点滴を受け、休憩を挟みながら、この日のゲストで『明日への贈り物』の出演者である走裕介、松原健之、こおり健太、パク・ジュニョン、岩本公水、戸川よし乃と共に9時間のパーソナリティーを務めた。終盤の「街の灯り」は日高に代わってゲスト歌手6人が合唱。2日後に再入院することをコメントしながらも、番組最後は「ありがとうございました。また来週!!」と大きく叫び、次回にはまた復帰する意思を示していた。
その翌週、3月31日も入院、治療のため欠席。吉川が再び代役を務めた。日高はその3日後の2018年4月3日に悪性腫瘍（脂肪肉腫）により死去。番組で病名についての明言は一切無かったものの「10万人に3人」と、自らの病が「希少がん」である事について告知を受けている主旨のコメントをしている。
4月7日の当該時間帯は、吉川と残る2人で『日高晤郎追悼特番〜よく笑えた日は佳い一日だ〜』をSTVホールから公開生放送した。この日は既にナイターシーズンに突入しているため、13時50分までの放送となった。この特番が放送されている時間帯は一部の時間帯にACジャパンとJAROのCMは放送したが、ニュース、天気予報、交通情報を挿入せず、追悼番組として放送。4月14日以降はタイトルの末尾に『フォーエバー』を付け加えた、『ウイークエンドバラエティ 日高晤郎ショー フォーエバー』として、吉川がパーソナリティを務めることを同追悼番組のエンディングで発表した。なお、ラジオでの追悼番組の後を受け、実質的な第二部として同日15時30分 - 16時55分にはSTVテレビでも『追悼 日高晤郎さん 良く笑えた日は佳い一日だ』と題した追悼番組を放送。普段「日高晤郎ショー」を生放送していたSTVラジオ第1スタジオから、ラジオでの追悼番組に引き続いて担当した吉川にSTVアナウンサーの高山幸代が加わる形で進行し、STVに残る映像と音源で日高を偲んだ。そして、丁度普段の「日高晤郎ショー」エンディングの時間に合わせる形で番組も終盤に入り、追悼番組のエンディングとして生前の番組から日高の歌う「街の灯り」を無人の第1スタジオの映像を背景に放送した。
2019年2月、「STVラジオが今後進んでいく、5年後、10年後の新たな時代を見据えた場合、更に一歩、前に踏み出し、将来を切り開いていく必要がある」とした上で日高の一周忌を目前にした同年3月23日をもって「 - フォーエバー」を終了させ、「STVラジオはこの春、「日高晤郎ショー」から卒業する」と発表した。この発表は同16日の放送内で、吉川からリスナーに直接伝えられた。こうして、1978年から続いた土曜の日高の番組は41年で終了した。
「 - フォーエバー」終了後、9時間の放送枠は分割されて、8時から13時には直接の後番組として木村洋二がパーソナリティの『ごきげんようじ』を、13時から17時は当初デーゲーム中継枠に充てていたが、2020年11月より明石英一郎がパーソナリティの『明石のいんでしょ大作戦!』をそれぞれ放送している。2022年10月改編より『いんでしょ大作戦!』は18時までの放送となり、両番組を合わせた生ワイド番組の放送時間は「日高晤郎ショー」を上回る10時間となる。
日高晤郎の没後4年にあたる2022年4月3日、開局60周年特別番組として「ウイークエンドバラエティ日高晤郎ショー フォーエバー2022」を放送した。
2022年11月6日、11月13日にはサウンドプラントスペシャル枠で「声で紐解く ウイークエンドバラエティ日高晤郎ショー」を放送。本番組の生放送に用いられていた第1スタジオから観覧客を入れ、吉川典雄をパーソナリティに据え生放送で進行し名コーナーの各種音源を振り返った。

## 放送時間
| 期間                          | 放送時間（日本時間）                         |
| ----------------------------- | -------------------------------------------- |
| 1983年4月9日 - 1984年4月7日   | 土曜日 12:00 - 15:00（180分）                |
| 1984年4月14日 - 1987年4月4日  | 土曜日 9:00 - 17:00（480分）                 |
| 1987年4月11日 - 2017年3月25日 | 土曜日 8:00 - 17:00（540分）                 |
| 2017年4月1日 - 2017年9月30日  | 土曜日 8:00 - 13:50（350分）・12:50（290分） |
| 2017年10月7日 - 2018年3月24日 | 土曜日 8:00 - 17:00（540分）                 |
| 2018年3月31日 - 2018年4月7日  | 土曜日 8:00 - 13:50（350分）                 |

## 出演者
- パーソナリティ - 日高晤郎
- ようへいの千客万来! 笑いで繁盛! - ようへい（2008年4月5日 - ）[25]
- セブン-イレブン探検隊 - 田付美帆[注釈 5]

2014年10月4日放送より、アシスタントなしでの放送

## 代理パーソナリティー
- 吉川典雄(STVアナウンサー)
2018年2月3日、3月31日、4月7日(日高晤郎追悼特番)
- 走裕介
2018年2月3日
- こおり健太
2018年3月31日

## 放送されていたコーナー

### プロ野球オフ シーズン（10月～3月期）
| 時間  | コーナー名                                 | コーナー内容 |
| ----- | ------------------------------------------ | --- |
| 8:00  | オープニング〜朝リク3曲(朝イチ プレゼント) | |
| 8:11  | 道路交通情報                               | |
| 8:15  | おはよう！ メールボックス                  | お便りを紹介する。 |
| 8:21  | 晤郎の語源・雑学・縦横無尽                 | 毎回五十音順に様々な語源・古事について1つずつ、ボキャブラリーを交えて解説するシリーズ。 |
| 8:35  | 晤郎の朝刊ひろい読み                       | 当日の朝刊や当該週のニュースなどに対し、日高がコメントする。 |
| 8:40  | 週末の天気〜道路交通情報                   | |
| 8:50  | 晤郎の一村逸品 いなかの出来事              | 抽選で選ばれた北海道の市町村の紹介とその場所の名産品紹介。コーナー最後に次週取り上げる北海道の市町村の抽選を行う。 |
| 9:00  | リクエストタイム                           | |
| 9:12  | 晤郎ちゃんの世界の国からこんにちは         | 世界各地のさまざまなニュースを紹介する。 |
| 9:22  | にじいろオールディーズ                     | |
| 9:40  | 音楽の散歩道                               | |
| 9:50  | 週末の天気                                 | |
| 9:55  | STVニュース                                | 8時台と16時台を除き、毎時55分頃に放送。番組内に含まれる。いずれもSTVアナウンサーが担当。 （出典：） |
| 10:00 | 10時のうちあけ話                           | 聴取者から送られたお便りを紹介する。以前は10時の内緒話（2015年12月5日より改題） |
| 10:12 | 読書三昧・週間三冊                         | 初期より続いている看板コーナー。読書家の日高が自ら読んで選んだ書籍（写真集など、文章が中心ではない書籍も含む）を紹介する。番組開始当初 - 2012年6月までは札幌市内にある「ダイヤ書房」が協賛していたが、同年7月より家電量販店「ヤマダ電機」の協賛に代わる。提供：焼肉石蘭、カナリヤ、ティーバイティーガレージ 2015年11月28日までは週4 - 5冊程度を紹介したが、改題された12月5日からは毎週3冊に絞って、書評を展開した。 |
| 10:30 | マルちゃんのなんでもかんでも3曲クイズ      | |
| 10:40 | セブン-イレブン探険隊                      | リポーター：田付美帆（元ランラン号）※2014年4月より 札幌近郊を中心に北海道内のセブンイレブン店舗から中継。中継先店舗の特徴や、セブンイレブンの新製品やサービスなどを紹介する。新製品は日高も試食する。 |
| 10:48 | 週末の天気                                 | |
| 10:55 | STVニュース                                | |
| 11:06 | ようへいの千客万来！ 笑いで繁盛！パート1   | 主に札幌市内から行う中継コーナー。パート2、パート3は中継先がそれぞれ異なる。 STVの男性アナウンサーが長年 担当して来たが、末期はようへいが担当していた。 |
| 11:20 | 絵本365日                                  | 毎週 1冊、絵本を全文朗読にて紹介。 |
| 11:30 | さっぽろ散歩                               | 札幌市の広報番組。 |
| 11:55 | STVニュース                                | |
| 12:00 | ムービー・セレクト〜ピンからキリまで       | 日高自身が観たレンタルビデオ、DVDの映画5 - 6作品を紹介する、番組初期より続くコーナー。 |
| 12:14 | ロイズ チョコレター                        | |
| 12:45 | 週末の天気                                 | |
| 12:50 | 道路交通情報                               | |
| 12:55 | STVニュース                                | |
| 13:00 | 芸能偏見 虫メガネ                          | 1994年以前は14時台。当番組放送開始間もない頃から続くコーナー。 一週間の芸能関連ニュースについて、日高がコメントする。 当初は『芸能偏見株式市況』というコーナー名で株式情報だけであった。その後、ひとしきりコメントした後で「3円安」などと評価していたが、現在は行っていない。 |
| 13:10 | ようへいの千客万来！ 笑いで繁盛！パート2   | |
| 13:27 | 文(ふみ)の味わい・縁歌                     | |
| 13:48 | 週末の天気                                 | |
| 13:55 | STVニュース                                | |
| 14:00 | リクエストタイム                           | |
| 14:12 | 憂き世、浮き玉 人生相談                    | |
| 14:32 | 晤郎の一曲集中主義！                       | |
| 14:41 | クイズ！ 家族揃えば文殊の知恵              | 聴取者参加のクイズコーナー |
| 14:49 | 道路交通情報                               | |
| 14:55 | STVニュース                                | |
| 15:00 | リクエストタイム                           | |
| 15:13 | おめでとうをあなたに                       | |
|       | ようへいの千客万来！ 笑いで繁盛！パート3   | |
|       | 中央競馬実況中継 1                         | 通常は土曜日が関東開催分をRFラジオ日本、関西開催分をラジオ関西（MBSラジオと提携）、日曜日が関東開催分をニッポン放送、関西開催分をMBSラジオのネットを受けて放送しているが、6月 - 9月にかけて行われる北海道開催分については自社制作で放送する。通常は関東、関西の各メイン競走を放送（第3場で重賞が行われる場合はそのレースを放送することがある）し、道内開催時期は函館（札幌）のメイン レースとその前の競走を放送     |
|       | 活力源語・今日の一言                       | |
|       | 中央競馬実況中継 2                         | |
| 15:55 | STVニュース                                | |
| 16:00 | 味な縄のれん 〜居酒屋晤郎〜                | |
| 16:16 | 北の出会い 〜昭和・平成・縁歌〜            | 昭和のある時代にスポットを当て、その時代を彩った流行り歌（概ね3曲）と当時の世相などを紹介。終了後にSTVアナウンサーがスタジオに入り、競馬のレース結果と払戻金の情報を伝える。 |
| 16:30 | 道路交通情報                               | |
| 16:34 | 週末の天気                                 | |
| 16:42 | 日高晤郎からのメッセージ 1                 | リスナーからのお便りを読み、アシスタント・リポーター・スタッフが卒業をする時はポール・モーリア「Taste of the Sixties」をBGMに卒業の手紙を読む、16:44頃から日高が『街の灯り』を唄う。日高の最後の出演となった、2018年3月24日の放送は前日の「明日への贈り物」の出演者が歌った。番組初期より続いている。『街の灯り』は日高のディナーショーでも唄っていた。                                                             |
| 16:51 | 日高晤郎からのメッセージ 2                 | 番組の終了時間が近くなると、日高が観客やリスナーなどに向けたメッセージを熱く語りながら、2013年頃からは「来週はもっと面白くします!」と観覧客や聴取者に約束し、最後は「ありがとうございました。また来週!!」と締めるのが通例。スタジオの観客からは拍手が起きる。 |

番組の進行上、放送時間が異なることがある。

### プロ野球シーズン（4月～9月期）
| 時間  | コーナー名                                 | コーナー内容 |
| ----- | ------------------------------------------ | ------------ |
| 8:00  | オープニング〜朝リク3曲(朝イチ プレゼント) |              |
| 8:11  | 道路交通情報                               |              |
| 8:15  | おはよう！ メールボックス                  |              |
| 8:21  | 晤郎の語源・雑学・縦横無尽                 |              |
| 8:35  | 晤郎の朝刊ひろい読み                       |              |
| 8:40  | 週末の天気〜道路交通情報                   |              |
| 8:50  | 晤郎の一村逸品 いなかの出来事              |              |
| 9:00  | リクエストタイム                           |              |
| 9:07  | ようへいの千客万来！ 笑いで繁盛！ パート1  |              |
| 9:22  | にじいろオールディーズ                     |              |
| 9:40  | 音楽の散歩道                               |              |
| 9:50  | 週末の天気                                 |              |
| 9:55  | STVニュース                                |              |
| 10:00 | 10時のうちあけ話                           |              |
| 10:12 | 読書三昧・週間三冊                         |              |
| 10:30 | なんでもかんでも3曲クイズ                  |              |
| 10:40 | セブン-イレブン探険隊                      |              |
| 10:48 | 週末の天気                                 |              |
| 10:55 | STVニュース                                |              |
| 11:06 | ようへいの千客万来！ 笑いで繁盛！ パート2  |              |
| 11:20 | 絵本365日                                  |              |
| 11:30 | さっぽろ散歩                               |              |
| 11:55 | STVニュース                                |              |
| 12:00 | ムービー・セレクト〜ピンからキリまで       |              |
| 12:14 | ロイズ チョコレター                        |              |
| 12:36 | クイズ！ 家族揃えば文殊の知恵！            |              |
| 12:45 | 週末の天気                                 |              |
| 12:50 | 道路交通情報                               |              |
| 12:55 | STVニュース                                |              |
| 13:00 | ようへいの千客万来！ 笑いで繁盛！ パート3  |              |
| 13:14 | 活力源語 今日の一言                        |              |
| 13:20 | 文(ふみ)の味わい・縁歌                     |              |
| 13:37 | 日高晤郎からのメッセージ                   |              |

番組の進行上、放送時間が異なることがある。

## 過去に放送していたコーナー
- かけつけ3曲 → 朝リク3曲[29][35]
- ランチタイム リクエスト[6]
- 冠婚葬祭入門[10][36]
- こちら匿名! 電話かけこみ寺[6][36]
- 晤郎の性教育[10]
- ズームアップ北海道[29]
  - 聴取者より送られた旅のお便りを紹介する。
- ミュージックティールーム[29]
- 10時の内緒話[29]
- STVホール名人会[29]
  - STVホールで開催していた定例寄席公演「STVホール名人会」の模様を録音放送
- ラジオ人生講座[29]
- さわやか健康百科（1990年3月まで）[29]
- さっぽろ散歩[29]
- 食卓百話[29]
- ランランタクシーリクエスト[29]
- 知床観光情報[29]
- 千秋幸雄のクイズでよいしょ[29]
- バースデーリクエスト（1989年3月まで）[29]
- 芸談
- 芸能偏見株式市況[36]（ - 2015年、芸能偏見 虫メガネに変更）
- 私の本棚[36]（ - 2015年、読書三昧・週間三冊に変更）
- トワイライト・レポート[29]（ - 2003年）[37]
  - エンディング。中継担当のアナウンサーが、夕暮れの街角を叙情的にレポート
- トワイライト・ポエム[29]（ - 2000年9月?)[38]
  - 「トワイライト・レポート」に続いて、小学生の詩を日高が朗読
- ラジオ村ネットワーク（1989年4月 - ）[39]
- エッセイ タイム（1989年4月 - 1994年3月）[39]
  - ニッカウヰスキーの提供でエッセイを紹介。後継コーナーが「北の出会い」。
- 森中慎也のクイズでBANZAI（1989年10月 - 1991年3月）[40]
- 宇治園お誕生日プレゼント）[40]
- ドクター小川の健康一番（1990年4月 -）[41]
- 3時こちら歌謡局（1990年4月 - 1991年3月）[41]
- おしゃれ倶楽部（1991年4月 - ）[42]
- クイズでワッショイ!（1991年4月 - 1993年3月）[42]
- ハートでトーク（1992年4月 - ）[43]
- ヨッシーの看板娘だ、一発勝負!!（1993年4月 - ）[44]
- 北の出会い（1994年4月 - 2015年）[43]
  - その道で長年一途に腕を磨いて来た、市井の職人の生き様を日高の語りで聞かせたコーナー。
  - コーナーOPはMALTA「キャンドルライト」(前期)、「If It Will Be Love」(後期)。
  - コーナーEDは渡辺博也「P.S. I Miss you」(初期)、デイヴ・グルーシン「The Heart Is A Lonely Hunter」(中期)、セミダブルオリジナル・サウンドトラックス&6ソングス「Forever Love」(後期)。
- タウンページ街角探検隊（1994年10月 - ）[35]
- 千客万来! 笑いで繁盛!! シリーズ（1994年10月 -）[35]
- 磯めぐり浜だより（1994年10月 - 2013年3月 ）[35]
  - 海の近くに存在する道内市町村に関する話題を中心に紹介。
- 仲間で乾杯!→サッポロビール 仲間で乾杯!今日の肴もよい肴（2002年4月 - ）[45]
- SUNカラオケ訪問 （道内各地のスナックを紹介。ママやマスターと電話で会話したり、客が歌うカラオケ（録音）を日高が採点、「SUN」をプレゼントした。提供：焼酎「SUN」の協和発酵）
- 晤郎ちゃんのマジっすか!?
- 晤郎ちゃんのバカなんだから、もう
- 北海道 摩訶不思議事件簿
- 新曲3曲 勝ち抜き天国
- いい湯いい旅いい二人
- ステージドアをあけて
- 布目の茶漬けDEドン!
- 晤郎と典雄の言ってチョンマゲー
- クイズ・タイム職当て（『クイズタイムショック』のテーマ曲でコーナーがスタートしていた）
- 日高・日勝道便り（レポーター：藤川出）
- 10万円が当たる　ミュージック・ビンゴ（年数回行われていた特別企画。指定された3つの曲が流れたら参加者を電話で受け付け、1名に10万円をプレゼントした）
- ゴロリンのいち・にのバイオ（SONYのパソコン「VAIO」シリーズを紹介）
- 晤郎の素晴らしきかな北の風景（リポーター：渋谷愛奈美）
- 珍版　四字熟語笑辞典
- みかっちの今日は何の日（ - 2004年3月27日）
- 抱腹絶倒! キリキリ舞子!
- ホップ・ステップ・ジョーク（最優秀作品にはサッポロビールの北海道限定ビール・サッポロクラシックが贈られていた）
- 晤郎のラジオにらめっこ
- 吉川典雄の味な探検隊
- グルメ ピンからキリまで
  - 中継先の料理のピン（店で一番高額料理）とキリ（店で一番低額料理）との差額を日高が当てるクイズコーナー。差額にはラッキーゾーンが設定されており、正解すれば日高が、不正解ならアシスタントが高額料理を食べる事が出来る。
    - （例）ピン：5000円、キリ：250円、ラッキーゾーン：200円の場合は、4550円-4950円の間で金額を答えられれば正解。
- ようへいの逸品・珍品・これ絶品
- 晤郎の人物ひらがな歳時記[11]（2004年4月3日 - 2007年12月29日）
- 日高晤郎　辞世・人生・人物伝（2008年1月5日 - 2008年6月 ）
- 健康一番! 応援リクエスト[27]
- ペリカンリクエスト・ルート56[27]
  - 洋楽リクエストと共にお便りを紹介。採用された方には曲の終了後にめくるトランプの絵柄によりペリカン便より全国各地の名産品小包が送られる。
- スージーズ
  - 日高がコーナー中に発表するキーワード（その日のジングル枠でもその時の音声が繰り返し流される）と合わせてランダムで出る4ケタの数字を当てるクイズコーナー。キーワードが発表された翌週の放送での正解者に賞金がプレゼントされる。
  - 最初は1万円からスタートし、正解者が出ない場合は次の週に1万円ずつ加算され、正解者が出るか賞金最大枠の10万円に達しても正解者が出なかった場合は、次の週から1万円に戻る。
- ヨコハマ アイスガードブラック 情報満タンステーション[27]
- 宇治園 お誕生日プレゼント（手紙を紹介した聴取者にお茶をプレゼントしていた）
- 晤郎のサタデージュークボックス
- 晤郎の歴史トリビア・クイズおしゃべり偉人伝
  - スポンサー（ポプラ社）発行の『この人を見よ!歴史をつくった人びと伝』に紹介された人物を、独自の語りで紹介する期間限定コーナー。全20巻を毎週プレゼントするクイズもあった（電話受付のみ）。
- ランラン ピタリ満タンリクエスト
- ランラン・タクシー客待ちリクエスト（ - 2013年3月）
  - 番組開始時より続くコーナー。ランラン号リポーターが客待ちのタクシードライバーに突撃し、日高が直前に発表する合言葉を答えてもらう。正解するとスポンサーからプレゼントがもらえる。あわせてリクエストも聞く。なお、ドライバーの都合が悪いなどの事情で参加者を見つけられない場合はプレゼントのみ紹介し、任意の曲を放送する。
- 風土&FOOD通信
- 晤郎の街歩き・出会い旅
- 1スタ30曲 みとせの流行歌
  - 番組開始30周年記念の期間限定コーナー。1983年以降の番組と世の中の出来事を紹介しながらその年の流行歌を流す。
- うるわし・しずおか・語り旅
  - 静岡県の魅力や名産品、名物を紹介するコーナー。ポッドキャストで、これまでの放送内容が聞ける。[リンク切れ]
- ランラン・街角縁結び　(2013年4月 - 2016年3月）
  - 「ランラン号」キャスタードライバーが、中継先（公園など）で通行人とインタビューしながらリクエスト希望曲を聞く。スタジオの日高も交えたやりとりとなる
- ひるノリ歌謡曲　（ -　2017年3月）

放送時間：12:00-12:25頃
- - 吉川典雄STVアナウンサーの中継コーナー。主に札幌市近辺のイベント会場、公園、施設から中継。一般人へのインタビューが主で、インタビューとインタビューの間に歌謡曲を放送する。
  - 番組開始から2016年4月2日までは『サテスタ歌謡曲』のコーナー名であった。『サテスタ歌謡曲』はさっぽろ地下街「オーロラタウン」にあったSTVラジオのサテライトスタジオから中継を行っていた。サテライトスタジオが閉鎖され街中からの中継に切り替わってからも『サテスタ歌謡曲』のタイトルは残されていた。
  - 日高晤郎はこの時間が昼休みとなる。
  - 『サテスタ歌謡曲』時代は不定期で日高・とついが第1スタジオから放送する場合があり、この場合は「イチスタ歌謡曲」と呼称していた。
- 日高晤郎～言葉のビタミン～

放送時間：15:30頃-
- - 国内外の様々な人物の名言を紹介。決して芸能人・著名人の名言ばかりではなく、様々な職業の人々、現役スポーツ選手や番組スタッフの言葉も取り上げる。
  - 2013年9月7日までは「日高晤郎名言集 言葉のビタミン」であったが日高の意向で2013年9月14日から現コーナー名になった。活力源語今日の一言が後継である。
  - このコーナーで紹介された名言を収録した本『日高晤郎名言集 言葉のビタミン』が中西出版より発売されている。

## 過去のアシスタント
- 岡元敬子
1984年4月 - 1986年[46]
- 元起美由紀
1986年 - 1987年[28][47]
- 小柴純子
1987年 - 1988年[29]
- 曽根真由美
1988年 - 1990年[48]
- 木谷奈津子（きたに・なつこ）
1990年[41]
- 只石恵
1990年 - 1991年[42]
- 川崎純子
1991年 - 1993年[49]
- 佐瀬典子
1993年 - 1995年3月[44]
- 奈良愛美
1995年4月 - 1996年9月[50]
- 高田真由美（たかだ・まゆみ)
1996年10月 - 1998年[51]
- 山本一恵
1998年 - 2000年[52]
- 佐藤望（さとう・のぞみ)
2000年 - 2001年3月[53]
- 鹿角美果（かづの・みか)
2001年4月 - 2004年3月27日[54]
- 相良美恵子（さがら・みえこ)
2004年4月4日 - 2005年3月[55]
- 早川舞子
2005年4月2日 - 2008年9月27日[56]
- とついようこ
2008年10月4日 - 2012年12月29日[57]
2013年1月5日 - 2016年4月2日まで、サテスタ歌謡曲の中継リポーター[58]。
- 石川晴恵（いしかわ・はるえ）
2013年1月5日 - 2014年9月27日[58]
- 東李苑（あずま・りおん）
2018年2月10日、STVホール公開生放送で特別アシスタントを務めた。

## 過去のリポーター
- 春日和彦[10][47]
- 千秋幸雄
1989年9月まで[29]
- 森中慎也
1989年10月 - 1990年3月[40]
- 永井公彦
1990年4月 - 1991年9月[41]
- 萩原隆雄
1991年10月 - 1993年3月、1994年10月 - 1996年9月[35][49]
- 河野好信
1993年4月 - [44]
- 福永俊介
- 1994年9月
- これより「千客万来！ 笑いで繁盛！」
  - 老田成臣
1996年10月 - 1997年9月[51]
  - 柳澤利幸
1997年10月 - 2000年3月[59]
  - 吉川典雄
2001年4月 - 2005年10月1日[54]
  - 岡崎和久
2005年10月8日 - 2006年9月30日[27]
  - 横井健一
2000年4月 - 2001年3月[53]、2006年10月7日 - 2008年3月29日[60]
- サテスタ歌謡曲
  - 権田裕子
1984年4月 - 1987年3月[47]
  - 石田久美子
1987年4月 - 2009年3月[29]
オープニング曲と共に流れるタイトルコールも石田の声によるもので、担当から離れた後も『フォーエバー』終了まで使われ続けた。
  - 鈴木亜紀
2009年4月 - 2010年3月[61]
  - 橋本登代子
2010年4月 - 2012年12月）[62]
- タウンページ探検隊
  - 安田優子
- セブン-イレブン探検隊
  - 塩野わかこ[62]（元ランラン号）

## テーマ曲
| 期間                     | オープニング                                                             |
| ------------------------ | ------------------------------------------------------------------------ |
| 1980年代後半             | ジャニス・シーゲル「How High The Moon」(インストゥルメンタル)            |
| 1990年代前半 - 2000年6月 | 「POLICE SQUAD」                                                         |
| 2000年7月 - 2018年4月7日 | シティーハンターオリジナルスペシャル・サウンドトラック「EASY-GOING GUY」 |

| 期間                                                                                          | エンディング |
| --------------------------------------------------------------------------------------------- | --- |
| - 1983年4月9日 - 2017年3月25日 - 2017年9月23日 - 2017年10月7日 - 2018年3月24日 - 2018年4月7日 | ジャン・クロード・ボレリー「渚のトランペット」                                                                                  |
| - 2017年4月1日 - 2017年9月30日 - 2018年3月31日                                                | - ノーマン・パーシバル、ポール・ウィリアムズ「Spring Rhapsody」 - デイビット・スネル「Break Of Day」 - （週替わりのBGMで他1曲） |

## BGM
朝リク3曲（朝イチプレゼント）
松岡直也『IN THE NUDE』（収録アルバム：MAJESTIC 2曲目）
ズームアップ北海道
ジム・チャペル『周遊鉄道（The Carriage Road）』（収録アルバム：Acadia 4曲目）
おはよう！メールボックス
DEPAPEPE『Marine Drive』（収録アルバム：HOP! SKIP! JUMP! 7曲目 曲開始15秒目から）
晤郎の語源・雑学・縦横無尽
宗次郎『愛しの森 a-moll』（収録アルバム：愛しの森 a-moll 1曲目）
晤郎の一村逸品 いなかの出来事
コーナーテーマ曲
オヨネーズ『麦畑』
本編BGM
宮川泰『ピッコロのマーチ』『陽気なボサノヴァ』『爽快なトランペット』『あいさつのテーマ』『グッド･ミュージック』『明るいアップテンポ』『明るいトランペット』『ピアノのサンバ』『明るいサンバ』『シロフォン･ブギ』『8ビートのCha･Cha･Cha』『明るいストリングス』『フルートのボサノヴァ』『8ビート･ロック』『軽快なトランペット･ミュート』『カリキュラ･ラグタイム』『春のアベック』『ゲバゲバ･サックス』『トランペット･シャッフル』『明るい運動会』（収録アルバム：カリキュラマシーン ミュージックファイル 各8、10、11、14 - 16、18、23、25、29 - 31、36 - 38、42、44、47、58、60曲目）
晤郎ちゃんの世界の国からこんにちは
タイトルコール①（晤郎ちゃんの世界の国から）
ヴィクター・ヤング楽団『80日間世界一周（序曲）』冒頭5秒間
タイトルコール②
三波春夫『世界の国からこんにちは』
コーナー本編
ナッシュミュージックライブラリー『わんぱくKids』（収録アルバム：Bright&Sweet (NSF-210 / レギュラーシリーズ 第86集) 9曲目）
にじいろオールディーズ
ザ・ベンチャーズ『ゴー』（収録アルバム：Go With The Ventures! 11曲目）
音楽の散歩道（前テーマ曲・タイトルコール）
蓜島公二 他『ときめきの朝』（収録アルバム：映画「ときめきメモリアル」オリジナルサウンドトラック 5曲目）
10時の内緒話
コーナー導入部（タイトルコール）
天野清継、国府弘子『キャッツ･アンド･ドッグス』（収録アルバム：ヘヴン･アンド･ビヨンド 4曲目 曲開始1秒からの5秒間、曲最後の10秒間）
コーナー本編（メッセージ・エピソード紹介）
- 根岸貴幸『やすらぎの日』（収録アルバム：カードキャプターさくら オリジナルサウンドトラック 9曲目）
- 吉俣良『Blow』（収録アルバム：「ロング・ラブレター～漂流教室～」オリジナル・サウンドトラック 20曲目）
- 服部克久『苺摘む朝』（収録アルバム：音楽畑12　1曲目）
- 服部克久『青春の輝き』（収録アルバム：音楽畑12　3曲目）

10時のうちあけ話（前テーマ曲）
デヴィッド・スネル『Plucking The Strings』（収録アルバム：Wallpaper (BRD43) 22曲目）
読書三昧・週間三冊
アラン・ホークショウ『Natures Child』（収録アルバム：Tranquility (BRD44) 5曲目）
マルちゃんのなんでもかんでも3曲クイズ
田中公平『マイ・フェア・ガール』（収録アルバム：アッセンブル・インサート 20曲目）
セブン-イレブン探険隊
前テーマ曲（タイトルコール）、後テーマ曲
ジョン・ウィリアムズ（指揮）ロンドン交響楽団『レイダース・マーチ』（収録アルバム：「レイダース/失われたアーク《聖櫃》」オリジナル・サウンドトラック 9曲目 曲開始7秒から）
前テーマ曲（提供 - コーナー導入部）
大島ミチル『華麗な舞台』（収録アルバム：美咲ナンバーワン!! オリジナル・サウンドトラック 4曲目）
セブン-イレブン タイム
山下康介『Good luck!』（収録アルバム：映画「花より男子ファイナル」オリジナル・サウンドトラック 12曲目 曲開始8秒から）
ラジオ人生講座
千住明『心の中へ、笑顔の中へ』（収録アルバム：どんぐりの家 オリジナル・サウンドトラック 13曲目）
ドクター小川の健康一番
今田勝NOWIN『ファニー・ビースト』（収録アルバム：アジャ (AZURE) 7曲目）
絵本365日（前テーマ曲）
音楽：大島ミチル（演奏：ヴィクトリア・フィルハーモニック・オーケストラ）『クルタ〜メインテーマ〜』（収録アルバム：「クルタ」オリジナル・サウンドトラック 2曲目）
さっぽろ散歩
ポール・モーリア・グランドオーケストラ『小さなカンタータ』
ひるノリ歌謡曲
Didier Viseux & Thierry Avril『Ester Williams』（収録アルバム：Kitsch (CDM106) 1曲目）
ムービー・セレクト〜ピンからキリまで
前テーマ曲（タイトルコール、提供）
デビッド・リンダップ『Duke Of Harlem』（収録アルバム：Promo Power (BRB28) 59曲目）
コーナー全編
スティーブ・シドウェル『Boogie Man』（収録アルバム：TV Addict (BRB33) 1曲目）
ロイズ チョコレター
押尾コータロー『Kiwi & Avocado』（収録アルバム：Reboot & Collabo. DISC 1　9曲目）
風土＆FOOD通信
百石元『水浴び大好きあひるちゃん』（収録アルバム：K-ON! MOVIE ORIGINAL SOUND TRACK 15曲目）
芸能偏見株式市況
コーナー導入部
吉俣良『Trouble Spot』（収録アルバム：「アフリカの夜」オリジナル・サウンドトラック 8曲目）
コーナー本編
- THE SQUARE『BANANA』（収録アルバム：ROCKOON 4曲目）
- 三四朗『愛のバトルゾーン』（収録アルバム：「後ろ楽しいガーデン」サウンドトラック 1曲目）

芸能偏見虫メガネ
- Ben Napier Pringle『Neck And Neck』（収録アルバム：Rock Activator (BRH73) 8曲目）
- Glynn John Lyons & John Gerard Boon & Paul Stephen Allen & Simon Timothy Askew『Power Supply』（収録アルバム：Energizer (BRH70) 4曲目）

ランランタクシーリクエスト（コーナー導入部）
桜庭統『喧しい！』（収録アルバム：幻想魔伝 最遊記 オリジナルサウンドトラック 8曲目）
千秋幸雄のクイズでよいしょ
チャールズ・ストラウス『フォギー・マウンテン・ブレイクダウン』
私の本棚
1980年代
ジョニー・ピアソン・オーケストラ『思い出の一日』（収録アルバム：One Day In Your Life 1曲目）
1990年代以降
中村由利子『ウェイティング・フォー・ブロッサムズ』（収録アルバム：風の鏡 12曲目）
人生風味・文（ふみ）の味わい ／ 文の味わい・縁歌
ノーマン・パーシバル楽団 & ポール・ウィリアムズ『Chique Image』（収録アルバム：Love Stories (BRD18) 2曲目）
ビデオグラフィティー
- T-SQUARE『ANCHOR'S SHUFFLE』（収録アルバム：BLUE IN RED 3曲目）
- デイヴィッド・フォスター『ウィンター・ゲームス』（収録アルバム：シンフォニー・セッションズ 6曲目）

サッポロビール 仲間で乾杯！ちょっといい店 粋な店
- 本多俊之『Metropolis』（収録アルバム：Metropolisオリジナルサウンドトラック 1曲目）
- 三四朗『後ろ楽しいガーデン』（収録アルバム：「後ろ楽しいガーデン」サウンドトラック 5曲目）

憂き世、浮き玉　人生相談
Xavier Edmunds & Zoltan Biscotti『Country Walk』（収録アルバム：It's Playtime！(BRE11) 1曲目）
おめでとうをあなたに
デヴィッド・フォスター『ザ・カラー・オブ・マイ・ラヴ』（収録アルバム：ラヴ・ライツ・ザ・ワールド 6曲目）
日高晤郎名言集 言葉のビタミン
スティーブ・バラカット『君がいて、僕が···』（収録アルバム：ケベック 4曲目）
中央競馬実況中継（レース中継前トーク）
- 吉俣良『Programming Song Type II』（収録アルバム：フジテレビ系ドラマオリジナル・サウンドトラック「眠れる森」12曲目）
- 吉俣良『Time Drop』（収録アルバム：フジテレビ系ドラマオリジナルサウンドトラック「カバチタレ!」7曲目）

活力源語・今日の一言
Adam Routh & Patrick Wilson『Walk Of Life』（収録アルバム：The Good Life (BRD34) 1曲目）
エッセイタイム
デイヴィッド・フォスター『カラー･パープルのテーマ』（収録アルバム：デイヴィッド・フォスター 2曲目）
北の出会い
コーナーオープニング
- MALTA『キャンドルライト』（収録アルバム：マイ・ソプラノ 4曲目）
- 岩代太郎『If It Will Be Love』（収録アルバム：「必要のない人」オリジナル・サウンドトラック 7曲目）

コーナーエンディング
- 渡辺博也『P.S. I miss you (Ⅲ)』（収録アルバム：「逢いたい時にあなたはいない···」オリジナル・サウンドトラック 14曲目）
- デイヴ・グルーシン『ハート・イズ・ア・ロンリー・ハンター』（収録アルバム：ワン・オブ・ア・カインド 2曲目）
- 小林信吾『Forever love』（収録アルバム：セミダブル オリジナル・サウンドトラック & 6ソングス DISC 1　5曲目）

味な縄のれん 〜居酒屋晤郎〜
走裕介『昭和縄のれん (1ハーフカラオケ)』（収録アルバム：昭和縄のれん/風来ながれ唄 7曲目）
北の出会い 〜昭和・平成・縁歌〜
Andrew James Blaney『Home Sweet Home』（収録アルバム：Big Screen Feelgood Movies (BR456) 25曲目）
日高晤郎からのメッセージ1
- 松岡直也『虹色の風』（収録アルバム：ハートカクテル Vol.2　11曲目）
- 川井憲次『友情』（収録アルバム：姫ちゃんのリボン 音楽篇 12曲目13秒から）
- 服部克久『想い出のジューン・ブライド』（収録アルバム：音楽畑12　6曲目 曲開始1分26秒から）

スタッフ卒業関連
ポール・モーリア・グランドオーケストラ『ローマから愛をこめて』（収録アルバム：「窓からローマが見える」オリジナル・サウンドトラック 6曲目）
フリートーク、PR・ゲストコーナー
- 佐橋俊彦『「明日のDoor～The Theme of KISARAGI HONEY～」(INSTRUMENTAL VERSION)』（収録アルバム：キューティーハニーF ミュージックコレクション 6曲目）
- 杉本竜一『Take A Ride』（収録アルバム：いとこ同志 Les Cousins サウンドトラック 9曲目）
- 松岡直也『父のエンブレム』（収録アルバム：ハートカクテル VOL.1　3曲目）

つなぎフリートーク（時報数分前）
- 松岡直也『Honey Bee』（収録アルバム：智子と知子 オリジナル・サウンドトラック 7曲目）
- 吉俣良『Right-brain』（収録アルバム：フジテレビ系ドラマ オリジナルサウンドトラック「空から降る一億の星」13曲目）
- 加羽沢美濃『Plastic Beauty』（収録アルバム：フジテレビ系ドラマ整形美人。オリジナル・サウンドトラック Plastic Beauty 2曲目）
- 前嶋康明『疾走』（収録アルバム：映画「ピンチランナー」オリジナル・サウンドトラック 10曲目）
- 冨田恵一『MAMA MAMBO』（収録アルバム：こどものおもちゃ サウンドトラック 4曲目）
- 服部隆之『まかせなさい-Let it be-』（収録アルバム：お仕事です! オリジナル・サウンドトラック 12曲目）
- 服部隆之『Little Bird』（収録アルバム：お仕事です！ オリジナル・サウンドトラック 11曲目）
- 川井憲次『出動～PATLABOR』（収録アルバム：機動警察パトレイバー イメージ・サウンドトラック・アルバム Vol.1 -INTERFACE- 　6曲目）

STVホール公開PR・CM
川井憲次『TRIUMPH』（収録アルバム：YAT安心!宇宙旅行 サウンドトラック2　28曲目）
ほくでん お天気情報（1989年頃）
フランク・プゥルセル・グランド・オーケストラ『Why, Oh Why, Oh Why』（収録アルバム：Amour, danse et violons n°43　11曲目15秒から）
コーナー不明
- Nash Music Library『HOT! HOT!』（収録アルバム：Carnival (NSF-218 / レギュラーシリーズ 第90集) 1曲目）
- 根岸貴幸『さくらのテーマ（2）』（収録アルバム：カードキャプターさくら オリジナル・サウンドトラック 24曲目）

## 特別番組
| 放送時間                                | タイトル                                                                  | 備考                                                               |
| --------------------------------------- | ------------------------------------------------------------------------- | ------------------------------------------------------------------ |
| 1991年5月3日9:00 - 5月4日17:00          | 日高晤郎芸能生活30周年記念・32時間生放送「めぐり逢い・春夏秋冬」          |                                                                    |
| 1993年12月24日 - 12月25日               | STVラジオ・チャリティー・ミュージックソン                                 | 日高がパーソナリティを買って出た。日高晤郎ショーと合わせて30時間。 |
| 1994年12月24日8:00 - 12月25日12:00      | STVラジオ・チャリティー・ミュージックソン                                 | 日高晤郎ショーに引き続いて28時間を語りしゃべり通した。             |
| 1999年12月31日21:00 - 2000年1月1日17:00 | ウイークエンドバラエティ 日高晤郎ショー2000年スペシャル・20時間生放送     | 2000年5月31日にはダイジェスト版を放送。                            |
| 2012年12月14日9:00 - 12月16日11:56      | STVラジオ開局50周年〜北海道のために命がけ〜日高晤郎 挑戦!50時間56分生放送 |                                                                    |
| 2018年4月7日8:00 - 13:50                | 日高晤郎追悼特番〜良く笑えた日は佳い一日だ〜                              |                                                                    |

## インターネットでの聴取・映像配信
- 2011年4月20日から「radiko」によるSTVラジオの試験配信が開始され（2011年10月20日から本配信に移行）、インターネット（PC・スマートフォン）による聴取が可能となった（北海道内のみ）。2014年4月5日からの放送はradikoプレミアムで日本全国で聴取可能になった。
- かつてはSTVラジオを直接受信することが不可能な北海道外[注釈 12] や海外の在住者を対象に、インターネットを通じて番組を配信していたが、機材の老朽化を理由に、2008年9月27日を最後にネット配信を終了した[注釈 13]。
  - 聴取できる人数は原則として50名までと限りがあったため先着順に受付していたほか、番組内のCMや音楽（コーナー音楽とエンディングの「街の灯り」を除く）、および「競馬中継」はカットされていた。
- インターネット配信休止に伴う代替措置として、ポッドキャスティングで「晤郎の語源・雑学・縦横無尽」と「読書三昧・週間三冊」「昭和・平成縁歌（えにしうた）」（現在事実上休止中の「北の出会い」の代替）を配信している。原則として週明けの月曜か火曜日が多いが、まれに放送当日の番組終了後から即時編集して配信することもある。2012年7月まではバックナンバーの聴取に無料会員制の「STVラジオメンバーズ」の登録が必要だったが、メンバーズ制度が廃止されたため、2012年8月以後はだれでも利用できるようになったが2012年6月以前のバックナンバーの配信が終了した。これをきっかけに新たに「北の出会い」がポッドキャストに加えられた。なお、「北の出会い」では特にSTVホールでの公開収録時に歌手のミニライブを行う日もあるが、その時は著作権管理の都合上、音楽をカットしている。「晤郎の語源・雑学・縦横無尽」、「読書三昧・週間三冊」の配信は番組終了後も続けられていたが、2021年の11月ごろに消去された[66]。
- USTREAMによるスタジオ内の動画配信を行っている。いずれも音声は配信していない。
- 2013年4月に放送開始30周年記念で一ヶ月限定で午前7時から一時間の音声付きの前説をUSTREAMで配信を行った。
- かつて公式サイトで放送時間中に限り、15秒毎に更新される静止画によるスタジオ内のライブ画像を見ることができた。

## タイアップ商品

### 皆のシュー
- 5月から6月頃にセブンイレブンで北海道限定で販売されるシュークリーム。BGMとして村田英雄「皆の衆」が流れる。
  - 2009年:チョイと昭和な濃厚カスタード 皆のシュー
  - 2010年:お待たせ!濃厚カスタード チョイと背伸びの皆のシュー
  - 2011年:新登場 ふんわりカスタードの皆のシュー・昔ながらのなめらかカスタードの皆のシュー
  - 2012年:ふんわりムースの皆のシュー
  - 2013年:ふんわりムースの皆のシュー・なめらかカスタードの皆のシュー
  - 2014年:なめらかカスタードの皆のシュー・ふんわりムースの皆のシュー
  - 2015年:ふんわりムースの皆のシュー
  - 2016年:ふんわりムースの皆のシュー・ふんわりコーヒームースの皆のシュー
  - 2017年:ふんわりカフェラテムースの皆のシュー・ふんわりほうじ茶ムースの皆のシュー[67]

### じゃがビー
- 11月から12月頃にセブンイレブンで北海道限定で販売されるカルビーとのタイアップ商品。
  - 2014年:山わさび味
  - 2015年:山わさび昆布味
  - 2016年:山わさびとホタテ醤油味
  - 2017年:山わさびチーズ味